# Marcela Zamora Chamorro
Marcela Zamora Chamorro (El Salvador, 1980) és una cineasta documentalista i periodista salvadorenca-nicaragüenca. Ha treballat a El Salvador, Nicaragua, Mèxic, Cuba, Espanya i als Estats Units.

## Trajectòria
Llicenciada en periodisme, és graduada de la Universitat Llatina de Costa Rica en 2004. Graduada de l'Escola Internacional de Cinema i Televisió de San Antonio de los Baños (EICTV), Cuba, el 2007, a la càtedra de Direcció de Documental.
La seva filmografia comprèn un migmetratge documental i sis llargmetratges documentals. Aquests films han participat o estat premiats en festivals internacionals del continent americà, europeu i asiàtic. Els Ofesos, el seu últim llargmetratge documental, va fer el seu premier mundial en el prestigiós i més important Festival Internacional de Cinema Documental d'Amsterdam. Li van atorgar el premi Amnistia Internacional pel seu documental El Cuarto de los huesos al festival de cinema documental DocsBarcelona.
Durant 14 anys s'ha dedicat fer documentals i campanyes socials en temes de Drets Humans, Gènere i Memòria Històrica, la qual cosa l'ha portat a donar ponències en diverses universitats més prestigioses dels Estats Units, Europa, Mèxic, Colòmbia i Centre Amèrica; ha estat en diverses ocasions ponent de la FNPI (Fundació del Nou Periodisme Llatinoamericà, Gabriel García Márquez). Ha impartit tallers de Direcció de documental i realitat social a Veneçuela, Nicaragua, Costa Rica, Panamà, Guatemala, Mèxic i els Estats Units.
Ha estat Jurat a festivals Internacionals de cinema com ZINEBI (Bilbao), MARFICI (l'Argentina), Festival Internacional de Cinema de Drets Humans de Ginebra (Suïssa) i del Premi Gabriel García Márquez de Periodisme (Colòmbia), entre d'altres.
Ha dirigit campanyes de caràcter social per a UNESCO, UNFPA, Unió Europea, Fundació Friedrich Ebert, Open Society, PADF, Fundació FORD, entre d'altres.

## Reconeixements
A l'agost de 2015 li van fer una retrospectiva, en honor al seu treball com a documentalista, en el prestigiós festival de cinema independent MARFICI en Mar del Plata, l'Argentina. Seleccionada per la prestigiosa revista FORBES com una de les dones més influents de Centre Amèrica en 2014, 2015, 2016 i 2017. Seleccionada per la revista estratègia&negocis una de les 50 dones desafiadores de Centre Amèrica en 2019. El Govern de França la va triar una de 5 personalitats de Llatinoamèrica que lluiten per la igualtat de Drets entre Homes i dones, per la seva trajectòria cinematogràfica.
Seleccionada en 2017 per a THE CENTRAL AMERICA LEADERSHIP INITIATIVE (CALI).
Al seu país ha rebut nombrosos reconeixements per la seva labor social visibilitzant les víctimes dels nombrosos conflictes pels quals el seu país El Salvador ha passat i passa actualment.
Els seus documentals han estat realitzats amb destacats fons internacionals com Just Film de NY, Fundació FORD, Open Society, ICCO Itàlia, CAP España, IDFA Holanda, Ministeri d'Economia d'El Salvador, FOPROCINE Mèxic, Women Make Movies Nova York, ONUMUJERES, OIT, UNFPA, PNUD, HBO, entre d'altres.
Actualment és propietària de la casa productora de cinema KINOGLAZ. www.kinoglazfilms.com des d'on executa campanyes de consciència social, realitza documentals i genera projectes per a empoderar a les dones i joves que viuen en sectors marginats d'El Salvador.

## Filmografia
- 2007: Xochiquetzal, curtmetratge documental
- 2010: El estudiante, curtmetratge documental
- 2010: Culpables de nacimiento, curtmetratge documental
- 2011: María en tierra de nadie, llargmetratge documental
- 2011: Las masacres del Mozote, cortometratge documental
- 2012: Ellos sabían que yo era una niña, curtmetratge documental
- 2013: El espejo roto llargmetratge, documental
- 2013: Las ruinas de Lourdes, curtmetratge documental
- 2013: Las muchachas, curtmetratge documental
- 2014: Las Aradas: masacre en seis actos llargometratge, documental
- 2015: El cuarto de los huesos, llargometratge, documental
- 2016: Los ofendidos, llargometrayge documental
- 2016: Comandos, llargometratge documental

## Premios
- Millor llargmetratge documental iberoamericà Festival de BIARRITZ 2010 “María en tierra de nadie”
- ICAROS: millor Documental Centroamericà, per '”El cuarto de los huesos”, “ Los Ofendidos” y “María en tierra de nadie”
- Premi Amnistia Internacional i menció especial del Jurat DocsBarcelona (2015) per “El Cuarto de los huesos”
- Menció especial del jurat DocsBarcelona 2016 “Los Ofendidos”
- Premi del Públic al Festival de Cinema de Costa Rica (2016), “Los ofendidos”